# O’Neill (Familienname)
O’Neill ist ein irischer Familienname.

## Namensträger

### A
- Aiden O’Neill (* 1998), australischer Fußballspieler
- Alan O’Neill (Meteorologe), britischer Meteorologe
- Alan O’Neill (Schauspieler) (1971–2018), irischer Schauspieler
- Alexandre O’Neill (1924–1986), portugiesischer Lyriker irischer Abstammung
- Amy O’Neill (* 1971), US-amerikanische Schauspielerin
- Arthur Joseph O’Neill (1917–2013), US-amerikanischer Geistlicher, Bischof von Rockford

### B
- Barbara O’Neill (* 1953), australische Pseudomedizinerin
- Brandon O’Neill (Turner) (* 1984), kanadischer Turner
- Brandon O’Neill (Fußballspieler) (* 1994), australischer Fußballspieler
- Brian O’Neill (Eishockeyfunktionär) (Brian Francis O’Neill; * 1929), kanadischer Wirtschaftswissenschaftler und Eishockeyfunktionär
- Brian Ó Néill (König) († 1260), irischer Hochkönig
- Brian O’Neill (Schauspieler), Schauspieler, Regisseur und Drehbuchautor
- Brian O’Neill (Eishockeyspieler) (* 1988), US-amerikanischer Eishockeyspieler
- Brian O’Neill (Footballspieler) (* 1995), US-amerikanischer American-Football-Spieler

### C
- C. William O’Neill (Crane William O’Neill; 1916–1978), US-amerikanischer Politiker
- Caroline O’Neill (* 1958), englische Schauspielerin
- Charles O’Neill (Politiker) (1821–1893), US-amerikanischer Politiker
- Charles O’Neill (Musiker) (1882–1964), irisch-kanadischer Musiker, Komponist und Musikpädagoge
- Charles O’Neill (Tennisspieler), US-amerikanischer Tennisspieler
- Christopher O’Neill (* 1974), britisch-amerikanischer Geschäftsmann
- Colin O’Neill (Leichtathlet) (* 1948), britischer Leichtathlet
- Colin O’Neill (Fußballspieler) (* 1963), nordirischer Fußballspieler
- Colman E. O’Neill (1929–1987), irischer Theologe
- Con O’Neill (Diplomat) (Con Douglas Walter O’Neill; 1912–1988), britischer Diplomat
- Con O’Neill (Schauspieler) (* 1966), britischer Schauspieler

### D
- Darren O’Neill (* 1985), irischer Boxer
- Dick O’Neill (1928–1998), US-amerikanischer Schauspieler

### E
- Ed O’Neill (* 1946), US-amerikanischer Schauspieler
- Eduardo O’Neill (vor 1913–nach 1920), uruguayischer Politiker
- Edward O’Neill (Politiker) (1820–1890), US-amerikanischer Politiker, Bürgermeister von Milwaukee
- Edward J. O’Neill (1902–1979), US-amerikanischer Generalleutnant
- Edward L. O’Neill (1903–1948), US-amerikanischer Politiker
- Eliza O’Neill (1791–1872), irische Schauspielerin
- Eugene O’Neill (1888–1953), US-amerikanischer Dramatiker
- Evelyn O’Neill, US-amerikanische Filmproduzentin und Talentmanagerin

### F
- Fabián O’Neill (1973–2022), uruguayischer Fußballspieler
- Felim O’Neill of Kinard († 1652), irischer Rebellenführer
- Francis O’Neill (1848–1936), irisch-amerikanischer Polizeioffizier und Musiker
- Frank O’Neill (Schwimmer) (1926–2024), australischer Schwimmer
- Frank O’Neill (Fußballspieler) (* 1940), irischer Fußballspieler

### G
- Gerard Kitchen O’Neill (1927–1992), US-amerikanischer Physiker

### H
- Harry P. O’Neill (1889–1953), US-amerikanischer Politiker
- Henry O’Neill (1891–1961), US-amerikanischer Schauspieler
- Henry O’Neill, 1. Baronet (1625–um 1680), irischer Adliger
- Hugh O’Neill (um 1540–1616), irisches Clanoberhaupt, siehe Aodh Mór Ó Néill, 2. Earl of Tyrone
- Hugh O’Neill, 1. Baron Rathcavan (1883–1982), nordirischer Politiker

### J
- Jack O’Neill (Baseballspieler) (1873–1935), irisch-US-amerikanischer Baseballspieler
- Jack O’Neill (Geschäftsmann) (1923–2017), US-amerikanischer Geschäftsmann
- James O’Neill (Politiker) (1824–1913), US-amerikanischer Politiker
- James O’Neill (Schauspieler) (1847–1920), US-amerikanischer Schauspieler irischer Herkunft
- James O’Neill (Archivar) (1929–1987), US-amerikanischer Archivar
- James O’Neill, britischer Musiker, siehe Martin and James
- Jamie O’Neill (Schriftsteller) (* 1962), irischer Schriftsteller und Journalist
- Jamie O’Neill (Snookerspieler) (* 1986), englischer Snookerspieler
- Jeff O’Neill (* 1976), kanadischer Eishockeyspieler
- Jennifer O’Neill (* 1948), US-amerikanische Schauspielerin und Fotomodell
- Jennifer O’Neill (Basketballspielerin) (* 1990), puerto-ricanische Basketballspielerin
- Jim O’Neill (* 1957), britischer Ökonom
- John O’Neill (Politiker) (1822–1905), US-amerikanischer Politiker
- John O’Neill (General) (1834–1878), US-amerikanischer General irischer Herkunft , Kämpfer der Fenian Brotherhood
- John O’Neill (Soziologe) (1933–2022), britisch-kanadischer Soziologe
- John O’Neill (Rugbyspieler) (1943–1999), australischer Rugby-League-Spieler und -Trainer
- John O’Neill (Philosoph) (* 1946), britischer Philosoph
- John O’Neill (Fußballspieler, 1958) (* 1958), nordirischer Fußballspieler
- John O’Neill (Fußballspieler, 1974) (* 1974), schottischer Fußballspieler
- John Joseph O’Neill (1846–1898), US-amerikanischer Politiker
- John P. O’Neill (1952–2001), US-amerikanischer Sicherheitsbeamter
- John Patton O’Neill (* 1942), US-amerikanischer Ornithologe
- Joseph O’Neill (* 1964), irischer Schriftsteller
- Juan O’Neill (* 1998), puerto-ricanischer Fußballspieler

### K
- Kate O’Neill (* 1980), US-amerikanische Leichtathletin
- Kevin O’Neill (* 1961), US-amerikanischer Regisseur, Produzent und Effekteersteller
- Kevin O’Neill (Comiczeichner) (1953–2022), britischer Comiczeichner
- Kristen O’Neill (* 1983), US-amerikanische Basketballspielerin und -trainerin

### L
- Laurence O’Neill (1874–1943), irischer Politiker
- Lisa O’Neill (* 1982), irische Singer-Songwriterin
- Louise O’Neill, irische Schriftstellerin

### M
- Madeleine O’Neill (1867/1868–nach 1926), englische Tennisspielerin
- Maeve O’Neill (* 2004), irische Mittelstreckenläuferin
- Maggie O’Neill (* 1962), britische Schauspielerin
- Máire O’Neill (1885–1952), irische Schauspielerin
- Maria O’Neill (1873–1932), portugiesische Autorin, Journalistin, Feministin, Theosophin und Spiritistin
- Marian O’Neill, irische Schriftstellerin
- Martin O’Neill, Baron O’Neill of Clackmannan (1945–2020), britischer Politiker
- Martin O’Neill (* 1952), nordirischer Fußballspieler und -trainer
- Matthew O’Neill, US-amerikanischer Dokumentarfilmer
- Michael O’Neill (Schauspieler) (* 1951), US-amerikanischer Schauspieler
- Michael O’Neill (Literaturwissenschaftler) (* 1953), britischer Literaturwissenschaftler und Schriftsteller
- Michael O’Neill (Saxophonist), US-amerikanischer Jazzmusiker und Bandleader
- Michael O’Neill (Fußballspieler) (* 1969), nordirischer Fußballspieler und -trainer
- Michael Cornelius O’Neill (1898–1983), kanadischer Geistlicher, römisch-katholischer Erzbischof von Regina
- Michael W. O’Neill (1940–2003), US-amerikanischer Bauingenieur
- Michelle O’Neill (Badminton) (* 1971), australische Badmintonspielerin
- Michelle O’Neill (Politikerin) (* 1977), nordirische Politikerin (Sinn Féin)
- Michelle O’Neill (Schiedsrichterin) (* 1978), irische Fußballschiedsrichterassistentin
- Mike O’Neill (1938–2013), britischer Pianist und Songwriter
- Morgan O’Neill (* 1973), australischer Regisseur und Drehbuchautor

### N
- Nathan O’Neill (* 1974), australischer Radrennfahrer
- Neil O’Neill (1658–1690), irischer Adliger und Militär

### O
- Onora O’Neill, Baroness O’Neill of Bengarve (* 1941), britische Philosophin, Hochschullehrerin und Politikerin
- Oona O’Neill (1925–1991), US-amerikanische Schauspielerin, Ehefrau von Charlie Chaplin

### P
- Paul O’Neill (Autor) (1928–2013), kanadischer Autor
- Paul O’Neill (1935–2020), US-amerikanischer Politiker
- Paul O’Neill (Produzent) (1956–2017), US-amerikanischer Songwriter, Komponist und Musikproduzent
- Paul O’Neill (Schachspieler) (* 1965), walisischer Schachspieler
- Paul O’Neill (Rennfahrer) (* 1979), britischer Automobilrennfahrer
- Peggy O’Neill (1924–1945), US-amerikanische Schauspielerin
- Peter O’Neill (* 1965), papua-neuguineischer Politiker

### R
- Richard O’Neill (Autor) (* 1954), irischer Sachbuchautor
- Richard O’Neill (Bratschist), US-amerikanischer Bratschist
- Richard O’Neill (Politiker) (1897–1982), australischer Politiker
- Riley O’Neill (* 1985), kanadischer Fußballspieler
- Robert O’Neill (* 1976), US-amerikanischer Soldat
- Robert J. O’Neill (1936–2023), australischer Militärhistoriker
- Rose O’Neill (1874–1944), US-amerikanische Künstlerin
- Ryan O’Neill (Fußballspieler, 1978) (* 1978), US-amerikanischer Fußballspieler
- Ryan O’Neill (Fußballspieler, 1990) (* 1990), nordirischer Fußballspieler

### S
- Sean O’Neill (Fußballspieler, 1952) (* 1952), nordirischer Fußballspieler
- Sean O’Neill (Tischtennisspieler) (* 1967), US-amerikanischer Tischtennisspieler
- Sean O’Neill (Ruderer) (* 1980), irisch-neuseeländischer Ruderer
- Sean O’Neill (Snookerspieler) (* 1981), nordirischer Snookerspieler
- Sean O’Neill (Fußballspieler, 1988) (* 1988), nordirischer Fußballtorhüter

- Shane O’Neill (Häuptling) (ca. 1530–1567), irischer Häuptling und Oberhaupt des O’Neill-Clans
- Shane O’Neill (Skateboarder) (* 1990), australischer Skateboarder
- Shane O’Neill (Fußballspieler) (* 1993), US-amerikanischer Fußballspieler
- Susan O’Neill (* 1973), australische Schwimmerin, siehe Susie O’Neill
- Susan O’Neill (Musikerin) (* 1990), irische Singer-Songwriterin
- Susie O’Neill (* 1973), australische Schwimmerin

### T
- Terence O’Neill (1914–1990), nordirischer Politiker
- Terry O’Neill (1938–2019), britischer Fotograf
- Thomas P. O’Neill (* 1944), US-amerikanischer Politiker
- Tip O’Neill (1912–1994), US-amerikanischer Politiker
- Tony O’Neill (* 1978), englischer Autor

### W
- William O’Neill (Rugbyspieler) (1928–1985), irischer Rugby-Union-Spieler
- William O’Neill (Badminton), irischer Badmintonspieler
- William A. O’Neill (William Atchison O’Neill; 1930–2007), US-amerikanischer Politiker
- William L. O’Neill (William Lawrence O’Neill; 1935–2016), US-amerikanischer Historiker
- William P. O’Neill (1874–1955), US-amerikanischer Politiker
- Willie O’Neill (1940–2011), schottischer Fußballspieler